# Maqsood Ahmed (squash)
Pour les articles homonymes, voir Maqsood Ahmed et Ahmed.
Maqsood Ahmed, né le 30 août 1957 à Peshawar, est un joueur professionnel de squash représentant le Pakistan. Il atteint en avril 1980 la 4e place mondiale sur le circuit international, son meilleur classement. Il est champion du monde amateur en 1977 et finaliste du championnat d'Asie en 1984. Il reste dans le top 10 pendant plus de dix ans.

## Palmarès

### Titres
- Championnats du monde par équipes : 3 titres (1977, 1981, 1983)
- Championnats d'Asie par équipes : 1984

### Finales
- Open de Malaisie : 1984
- Championnats d'Asie : 1984